# Max Weber
Karl Emil Maximilian „Max” Weber (ur. 21 kwietnia 1864 w Erfurcie, zm. 14 czerwca 1920 w Monachium) – niemiecki socjolog, filozof, prawnik i ekonomista, którego idee miały ogromny wpływ na teorię socjologiczną i badania społeczne. Wraz z Émilem Durkheimem i Karolem Marksem jest uznawany za ojca socjologii. Brat socjologa Alfreda Webera, mąż Marianne Weber.
Twórczość Webera jest bardzo bogata, był autorem wielu wpływowych i szeroko dyskutowanych tez z zakresu ogólnej teorii społecznej, metodologii nauk społecznych, socjologii gospodarczej, religii, polityki i prawa, a także historycznej.
W zakresie metodologii Weber był przedstawicielem metodologicznego antypozytywizmu, to znaczy uznawał, że nauki społeczne powinny się opierać na swoistej metodologii, opartej na rozumieniu (niem. Verstehen) i konstruowaniu typów idealnych.
W swoich badaniach nad ewolucją społeczeństw starał się zdiagnozować procesy, które doprowadziły do powstania kapitalizmu i społeczeństw nowoczesnych. Wskazywał na zasadniczą rolę racjonalizacji, sekularyzacji i „odczarowania świata”.
Szeroko znane i komentowane było jego połączenie socjologii gospodarczej i socjologii religii, przedstawione w pracy Etyka protestancka a duch kapitalizmu. Weber wskazywał w niej na ścisły związek rozwoju kapitalizmu z wartościami protestanckimi.
W wykładzie Polityka jako zawód i powołanie Weber określił państwo jako organizację roszczącą sobie „prawo monopolu na wywieranie prawomocnej przemocy fizycznej”. Weber dokonał także wpływowej klasyfikacji panowania politycznego na panowanie tradycyjne, legalne i charyzmatyczne. Wskazywał, że wraz z rozwojem biurokracji nowoczesne państwo coraz bardziej opiera się na racjonalnej, legalistycznej władzy.
Weber był również aktywnym politykiem okresu międzywojennego. Po I wojnie światowej był jednym z założycieli Niemieckiej Partii Demokratycznej. Bez powodzenia ubiegał się o miejsce w parlamencie. Brał udział w komisji przygotowującej konstytucję weimarską (1919).

## Życiorys

### Życie rodzinne i wczesne dzieciństwo

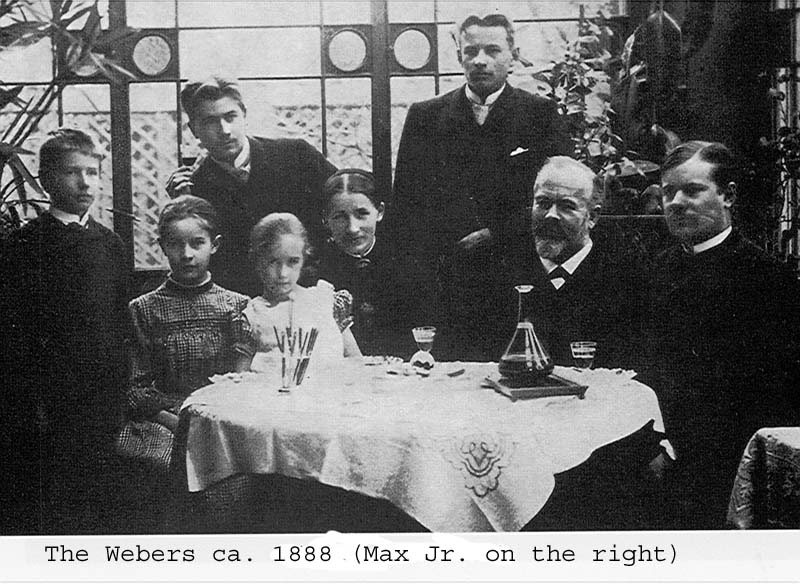
Rodzina Weberów. Max pierwszy z prawej (ok. 1888)

Karl Emil Maximilian Weber urodził się w 1864 roku w Erfurcie . Był najstarszym z siedmiorga dzieci Maxa Webera (ojca), bogatego i znaczącego urzędnika, członka Partii Narodowo-Liberalnej, i jego żony Helene (z d. Fallenstein), której rodzina pochodziła z francuskich hugenotów .
Max Weber (ojciec) był zaangażowany w życie publiczne, a w jego domu obecni byli przedstawiciele świata akademickiego i politycznego . Max Weber (syn) wraz z rodzeństwem, między innymi bratem Alfredem, który również został socjologiem i ekonomistą, wzrastali w żywej intelektualnie atmosferze. Na Boże Narodzenie 1876 roku 13-letni Max podarował swoim rodzicom dwa historyczne eseje na temat historii Niemiec i imperium rzymskiego. W szkole był znudzony i rozczarowany postawą nauczycieli, którym okazywał lekceważenie. Potajemnie czytał Goethego, który wywarł na nim ogromne wrażenie i wpłynął na jego myśl i metodologię. Na rozwój intelektualny Webera wpływ miały również narastająca przedwojenna atmosfera, jak i napięcie pomiędzy postawą ojca, czerpiącego przyjemność z życia doczesnego, a matki, ascetycznej, bogobojnej kalwinistki.

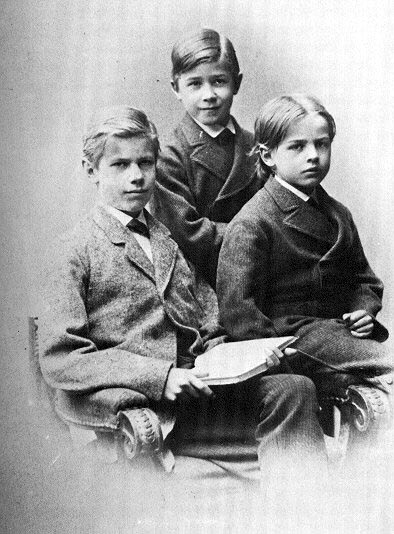
Bracia Max, Alfred i Karl Weberowie (1879)

### Edukacja
W 1882 roku Weber rozpoczął studia prawnicze na Uniwersytecie w Heidelbergu. Po roku służby wojskowej przeniósł się na Uniwersytet Fryderyka Wilhelma w Berlinie. Po kilku latach, spędzonych głównie na „piciu piwa oraz szermierce”, Weber zbliżył się do matki, tracąc kontakt z ojcem. W trakcie studiów, pracował jednocześnie jako asystent w kancelarii. W 1886 zdał egzamin referendarski. W 1889 obronił doktorat z historii prawa pt. Die Entwicklung des Solidarhaftprinzips und des Sondervermögens der offenen Handelsgesellschaft aus den Haushalts- und Gewerbegemeinschaften in den italienischen Städten. Praca ta została w tym samym roku opublikowana jako część rozprawy na temat średniowiecznych korporacji handlowych (Zur Geschichte der Handelsgesellschaften im Mittelalter). Dwa lata później Weber opublikował rozprawę habilitację pt. Die römische Agrargeschichte in ihrer Bedeutung für das Staats- und Privatrecht, został privatdozentem i rozpoczął pracę na berlińskim uniwersytecie.

### Wczesna działalność publiczna

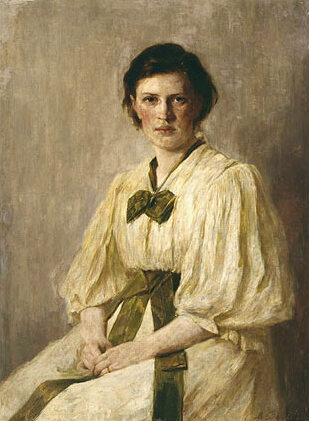
Portret Marianne Weber autorstwa Marie David (1896)

Po ukończeniu habilitacji Weber zainteresował się współczesną polityką społeczną. W 1888 wstąpił do Verein für Socialpolitik, stowarzyszenia niemieckich ekonomistów, związanego ze szkołą historyczną, którego członkowie widzieli w gospodarce instrument służący rozwiązywaniu problemów społecznych i które zapoczątkowało szerokie stosowanie badań statystycznych w ekonomii. Weber zaangażował się również politycznie, dołączając do Ewangelickiego Kongresu Społecznej. W 1890 roku Verein rozpoczęło badania nad „kwestią polską” (Ostflucht). Ludność polska napływała do przeżywających industrializację miast wschodnich Niemiec, zmieniając ich strukturę ludnościową . Weber przewodził projektowi badawczemu nad tym procesem i napisał dużą część raportu końcowego . Raport spotkał się z zainteresowaniem i zapoczątkował renomę Webera jako socjologa . Od 1893 do 1899 Weber należał do Związku Wszechniemieckiego, organizacji, która prowadziła kampanię przeciwko napływowi migracji polskich robotników. To na ile Weber popierał politykę germanizacji Polaków i politykę nacjonalistyczną, jest przedmiotem sporów wśród badaczy. Np. w pracy Der Nationalstaat und die Volkswirtschaftspolitik (1895) wprost krytykował imigrację Polaków i obwiniał za to klasę junkrów, realizujących swoje egoistyczne interesy.

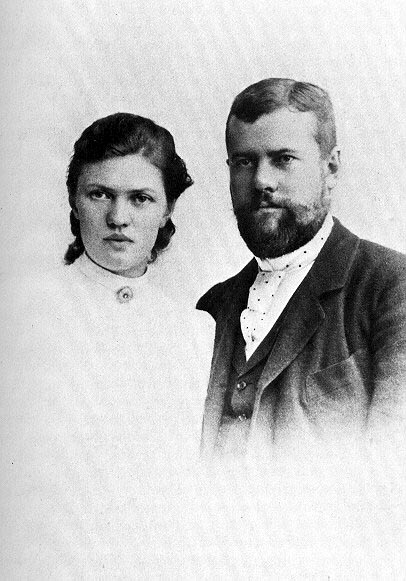
Max Weber i jego żona Marianne w 1894 r.

W 1893 roku poślubił swoją daleką kuzynkę Marianne Schnitger, późniejszą działaczkę feministyczną i socjolożkę . Po śmierci Maxa Marianne zebrała i opublikowała jego notatki i dzieła rozproszone pod postacią zwartych publikacji. Jest ważnym źródłem dla zrozumienia jego życia i myśli, jak również niezależną badaczką. Nie mieli dzieci i ich małżeństwo często uznaje się za nieskonsumowane. Małżeństwo dało Weberowi długo oczekiwaną niezależność finansową i pozwoliło mu w końcu opuścić dom rodzinny. Małżeństwo przeprowadziło się do Fryburga, gdzie w 1894 Weber został mianowany profesorem ekonomii na tamtejszym uniwersytecie. W 1896 Max Weber został profesorem ekonomii na Uniwersytecie w Heidelbergu, gdzie zgromadził wokół siebie tak zwane koło Webera, do którego należeli jego żona Marianne, Georg Jellinek, Ernst Troeltsch, Werner Sombart, Marc Bloch, Robert Michels i György Lukács . Jego zainteresowania obejmowały wtedy ekonomię i historię prawa. Cały czas pozostawał też aktywny Verein i Kongresie Ewangelickim .
W 1897 roku Weber pokłócił się poważnie z ojcem. Ten zmarł po dwóch miesiącach, bez pojednania się z synem . Po tym wydarzeniu Weber zaczął miewać nastroje depresyjne, stał się nerwowy i cierpiał na bezsenność. Zaciążyło to na wypełnianiu przez niego obowiązków profesorskich. Jego stan zmusił go do ograniczenia dydaktyki, a w końcu do przerwania kursu jesienią 1899 roku. Lato i jesień 1900 Weber spędził w sanatorium. Następnie wraz z żoną wyjechali do Włoch, gdzie pozostali do kwietnia 1902 roku, kiedy Weber powrócił do wykładów w Heidelbergu. W 1903 po raz kolejny przerwał wykłady i nie podjął ich aż do 1919. Pogłębiające się schorzenia psychiczne Webera były dokumentowane przez Marianne w szczegółowym dzienniku. Dziennik został przez nią później zniszczony, ponieważ Marianne obawiała się, że informacje te mogą posłużyć nazistom do dyskredytacji dorobku jej męża .

### Późniejsza kariera
Po dużej produktywności we wczesnych latach 90 XIX w., między 1898 a 1902 Weber nie opublikował żadnej pracy i w końcu zrezygnował z bycia profesorem (1903). Uwolniony od obowiązków, w tym samym roku przyjął stanowisko zastępcy redaktora w Archiv für Sozialwissenschaft und Sozialpolitik, gdzie pracował z Edgarem Jaffé i Wernerem Sombartem . Jego zainteresowania przesunęły się w kierunku podstawowych problemów nauk społecznych, a prace z tego okresu mają nadal ogromne znaczenie dla badaczy. W 1904, Weber zaczął publikować w czasopiśmie niektóre ze swoich najbardziej wpływowych prac, w szczególności esej Etyka protestancka a duch kapitalizmu. Praca ta jest najbardziej znanym dziełem Webera i stała się podstawą jego późniejszych badań nad wpływem kultury i religii na rozwój systemów gospodarczych.

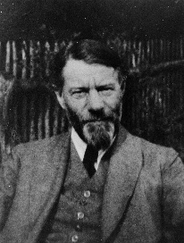
Zdjęcie z 1919 r.

W 1904 Weber odwiedził Stany Zjednoczone i brał udział w Kongresie Sztuk i Nauk podczas wystawy światowej w Saint Louis. Pomimo częściowej poprawy w stanie zdrowia, Weber uważał, że nie może powrócić do normalnej dydaktyki. Jego dochody zapewniały praca w charakterze prywatnego nauczyciela oraz otrzymany spadek (1907). W 1909 roku rozczarowany współpracą z Verein für Socialpolitik, współtworzył Niemieckie Towarzystwo Socjologiczne (Deutsche Gesellschaft für Soziologie, DGS) w którym został pierwszym skarbnikiem . W 1912 zrezygnował jednak z członkostwa . W 1910 roku napisał tekst poświęcony „socjologii prasy” wstępny raport liczący siedem stron. Tekst stanowi kompletny program badawczy dotyczący mediów zapowiadający analizowanie zawodów związanych z komunikacją. Zauważa, że czytelnicy w różnych krajach nie mają takich samych oczekiwań i że te oczekiwania bardziej modelują gazety niż gazety modelują swoich czytelników. Dokonał analizę specyficznego wpływu mediów na nowoczesnego człowieka, pewien sposób postrzegania świata zewnętrznego, który wynika z ciągłej konfrontacji z wielością punktów widzenia.

### Działalność polityczna
W 1912 roku Weber dążył do stworzenia partii łączącej socjaldemokratów i liberałów. Działalność ta była nieudana, częściowo z powodu nieufności wielu liberałów wobec socjaldemokratycznych idei rewolucyjnych.

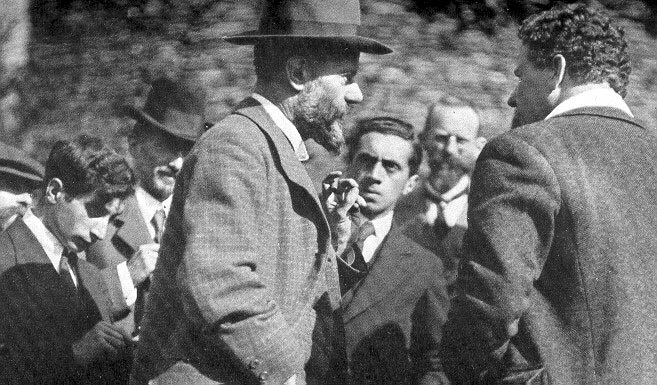
Max Weber (z przodu) z Ernstem Tollerem (1917)

Weber miał 50 lat w momencie wybuchu I wojny światowej. Zgłosił się do służby i został przydzielony jako rezerwowy oficer kierujący organizacją szpitali wojskowych w Heidelbergu. Funkcję tę sprawował do końca roku 1915. Pogląd Webera na wojnę i ekspansję Cesarstwa Niemieckiego uległ zmianie podczas trwania konfliktu . Początkowo popierał nacjonalistyczną retorykę i politykę wojenną, chociaż robił to z pewnym wahaniem. Z czasem został jednym z najbardziej znaczących przeciwników militarnej polityki cesarza Wilhelma II . Publicznie krytykował aneksję Belgii i nieograniczoną wojnę podwodną. Popierał reformę konstytucyjną, demokratyzacją oraz powszechne prawo wyborcze .
W 1918 r. Weber dołączył do Rady Robotników i Żołnierzy w Heidelbergu. Był członkiem niemieckiej delegacji pokojowej w Paryżu i doradcą poufnego komitetu do sprawy reformy konstytucyjnej, która opracowała projekt Konstytucji weimarskiej. Wzorując się na modelu amerykańskim, Weber popierał silną, pochodzącą z wyboru, władzę prezydencką, która równoważyłaby władzę administracji. Popierał również kontrowersyjny art. 48 konstytucji weimarskiej, przyznający prezydentowi specjalne kompetencje w stanach nadzwyczajnych.
Weber bezskutecznie starał się o wybór do parlamentu, startując jako członek (i współzałożyciel) Niemieckiej Partii Demokratycznej . Był przeciwnikiem zarówno niemieckiej rewolucji listopadowej z lat 1918–1919, jak i ratyfikacji traktatu wersalskiego, dwóch wydarzeń definiujących scenę polityczną tej epoki. Jego stanowisko w tych sprawach spowodowało, że choć rozważano jego kandydaturę na ministra lub ambasadora Friedrich Ebert, socjaldemokratyczny prezydent Niemiec, nie zdecydował się na nominację. W konsekwencji Weber cieszył się powszechnym szacunkiem w niemieckiej polityce, lecz jego wpływ polityczny był niewielki . W styczniu 1919 Weber i jego partia ponieśli klęskę w wyborach. Po tym fakcie, Weber wygłosił jeden ze swoich najsłynniejszych wykładów: Polityka jako zawód i powołanie .

#### Sprawa polska
Weber był aktywnym ideologiem działań skierowanych przeciw Polakom i kulturze polskiej na ziemiach znajdujących się pod panowaniem pruskim. Uważał, iż Polacy, zachowując swoją tożsamość, nie mogą być obywatelami państwa niemieckiego, które w jego przekonaniu powinno się opierać na wspólnej kulturze (Kulturstaat). W związku z powyższym publicznie popierał zdecydowane działania germanizacyjne w wymiarze administracyjnym, ekonomicznym i kulturowym. Aktywnie wspierał swoimi wystąpieniami „Hakatę”, dostarczając jednocześnie jej ideologom naukowych uzasadnień. W późniejszym okresie wyrażał także opinie o nieprzystawalności do niemieckiej tożsamości katolików i Żydów. Uważał, że jedynie zgermanizowani Polacy mogą być ludźmi.

### Ostatnie lata

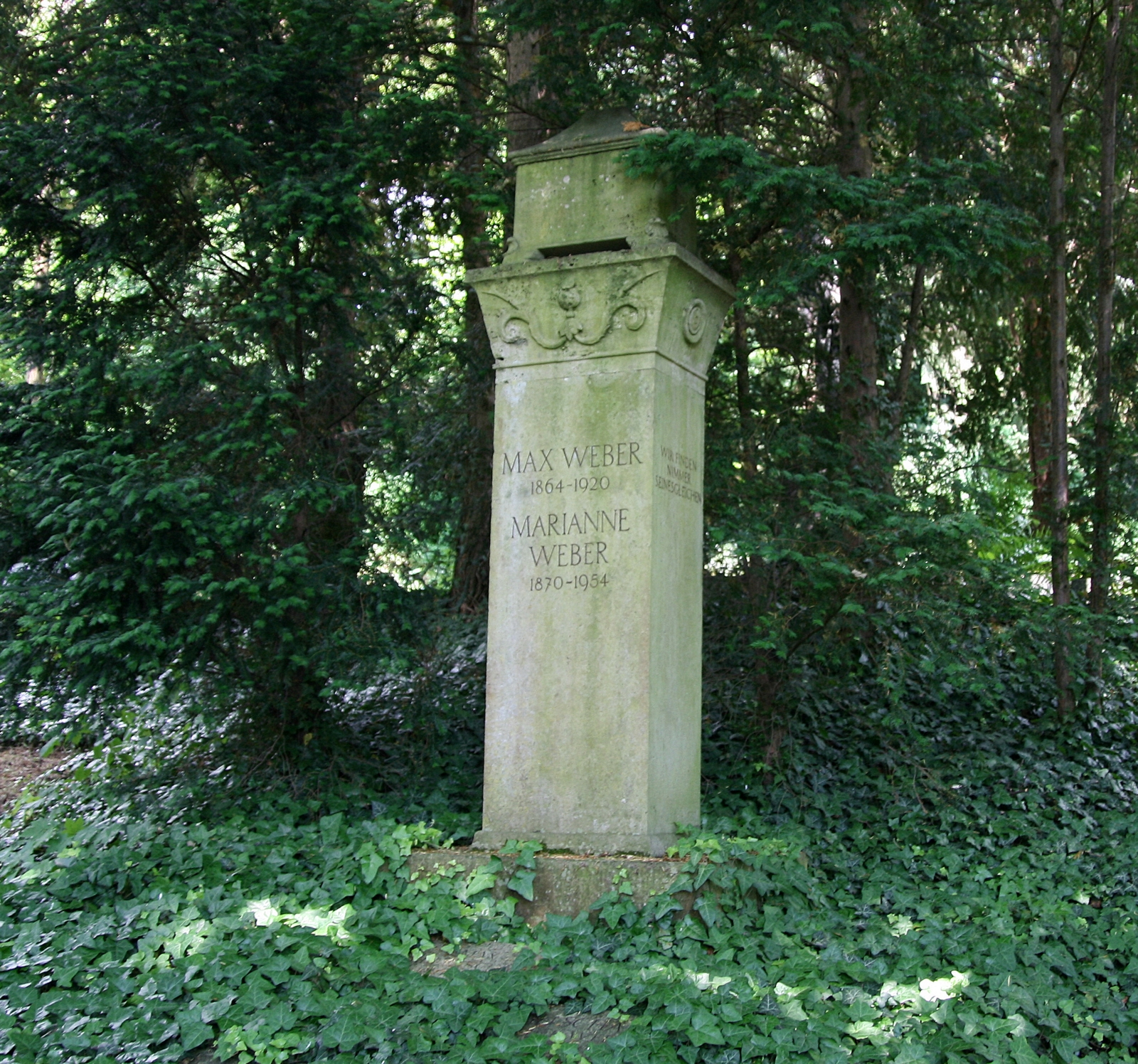
Grób Webera w Heidelbergu

Rozczarowany polityką, Weber powrócił do wykładów akademickich, początkowo na Uniwersytecie Wiedeńskim, a po 1919 na Uniwersytecie w Monachium. Jego wykłady z tego okresu zostały następnie zebrane i wydane. W Monachium stworzył pierwszy w Niemczech instytut socjologii, pomimo formalnego braku profesury z tej dziedziny. W czasie rewolucji listopadowej spotkał się z negatywnymi reakcjami środowiska naukowego oraz studentów, do tego stopnia, że część prawicowych studentów wszczynała protesty przed jego domem. Zmarł 14 czerwca 1920 w Monachium na zapalenie płuc, będące powikłaniami po zachorowaniu na hiszpankę. Pozostawił niedokończoną Gospodarkę i społeczeństwo, swoje opus magnum. Dzieło zostało wydane pośmiertnie w latach 1921–1922, a w jego opracowaniu aktywny udział brała Marianne Weber.

## Myśl Maxa Webera

### Źródła inspiracji
Twórczość Webera była w dużej mierze inspirowana niemieckim idealizmem, a w szczególności neokantyzmem. Z tym ostatnim kierunkiem zetknął się głównie przez swojego kolegę z Uniwersytetu we Fryburgu Heinricha Rickerta . Z neokantyzmu Weber wyniósł m.in. wizję rzeczywistości jako chaotycznej i niezrozumiałej. Wszelki racjonalny porządek jest pochodną działalności ludzkiego umysłu, który skupia uwagę na pewnych aspektach rzeczywistości, organizując je w aktach percepcji .
Innym źródłem inspiracji była etyka kantowska, którą mimo to uważał za przestarzałą we współczesnym, zsekularyzowanym społeczeństwie. Na taką opinię wpływ miała filozofia Friedricha Nietzschego . Między wywodzonymi z kantyzmu imperatywami moralnymi, a nietzscheańską diagnozą współczesnej kultury występowało wyraźne napięcie, które nadało mroczny rys etycznemu światopoglądowi Webera . Istotny też był wpływ duchowości i moralności kalwińskiej, z którą Weber miał kontakt poprzez swoją religijną matkę. Sam Weber deklarował się jako osoba niereligijna, interesująca się religią ze względów naukowych.
Kolejnym ważnym źródłem inspiracji były pisma Karla Marksa oraz socjalistycznych polityków i akademików. Weber podzielał ich krytykę systemów biurokratycznych jako alienujących się od potrzeb ludzkich i kierujących się własną logiką. Uznawał jednak, że konflikt społeczny jest stałą cechą społeczeństwa i nie zostanie on przezwyciężony przez żaden utopijny system. W zakresie ekonomii politycznej, Weber zalicza się do „młodszej” szkoły historycznej, do której należeli również Gustav von Schmoller czy Werner Sombart. Weber zasadniczo podzielał zainteresowania szkoły, różnił się jednak od głównego jej nurtu podejściem metodologicznym oraz teorią wartości. W tym ostatnim, bliżej mu było do Carla Mengera i szkoły austriackiej  .

### Metodologia nauk społecznych

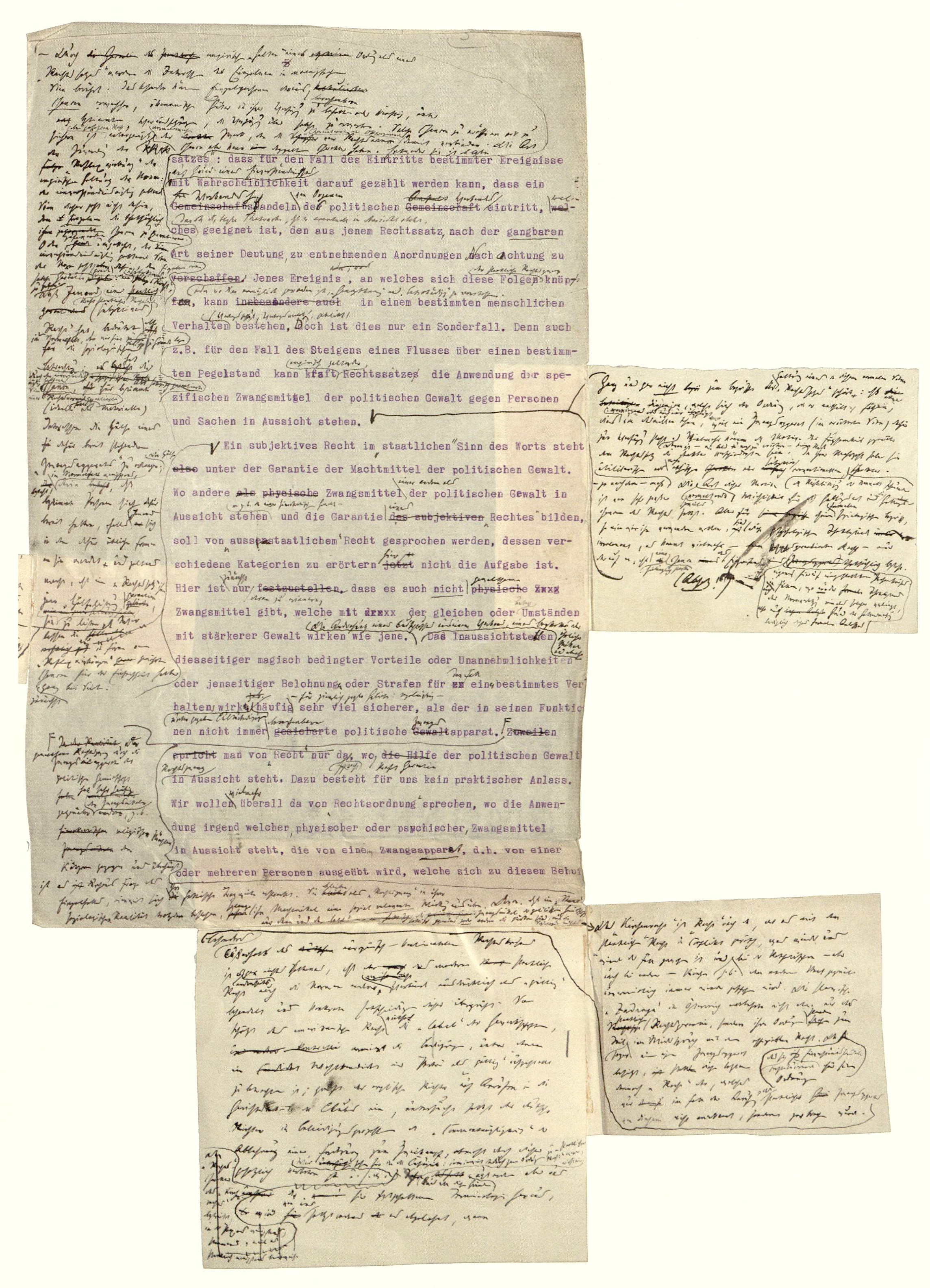
Maszynopis Gospodarki i społeczeństwa (strona na temat socjologii prawa)

Poglądy Webera na metodologię nauk społecznych są zbieżne ze współczesnymi mu neokantystami oraz z pracami Georga Simmela. Kształtowały się one w kontekście szerszej debaty metodologicznej określanej jako Methodenstreit. Stanowisko Webera bliskie było historycyzmowi, zgodnie z którym fenomeny społeczne są mocno uwikłane w konkretny kontekst historyczny. U Webera można zauważyć skłonność do stosowania historii porównawczej, a także skupienie się na wyjaśnianiu zjawisk społecznych jako wyniku rozwoju historycznego, oraz unikanie przewidywania ich dalszego rozwoju.
W przeciwieństwie do innych wczesnych socjologów (Comte, Durkheim, Marks), Weber nie starał się stworzyć zestawu ogólnych reguł metodologicznych, którymi powinna się kierować socjologia . Weber skupiał się raczej na jednostkach i kulturze. Podejście metodologiczne Webera jest często zestawiane z takimi klasykami myśli socjologicznej jak Durkheim i Marks. O ile Durkheim interesował się społeczeństwem jako całością, Webera cechował indywidualizm – skupienie się na jednostkach i ich działaniach. Z kolei o ile Marks uważał, że czynniki materialne (baza) mają decydujący wpływ na czynniki niematerialne (nadbudowę), Webera interesował wpływ idei i kultury na działania ludzkie i kształtowanie struktur społecznych.
Socjologia Webera jest określana jako socjologia rozumiejąca, ze względu na centralne dla niej pojęcie rozumienia (Verstehen). Pojęcie to wyznaczało zasadniczą różnicę między naukami społecznymi a przyrodniczymi. Nauki przyrodnicze oparte mają być na wyjaśnianiu obiektywnych czynników. Fakty społeczne, obok czynników obiektywnych, kształtowane są również przez subiektywne sensy i motywy, które badacz musi zrozumieć. Weber odróżnił zachowanie od działania społecznego, czyli zachowania, którego powiązane jest z pewnym subiektywnym sensem . Z tego powodu, badania społeczne nie mogą być w pełni indukcyjne czy dedukcyjne, lecz muszą polegać na rozumieniu, które wykracza poza czysty opis. Powiązanie socjologii z rozumieniem subiektywnych znaczeń powoduje, że osiągnięcie obiektywnej wiedzy czy wzorowanie się na naukach przyrodniczych jest bardzo ograniczone .
Istotną częścią metodologii Maxa Webera jest koncepcja typów idealnych. Są to analityczne modele fenomenów społecznych, stworzone z ich najbardziej charakterystycznych cech. Typy idealne nie występują empirycznie. Rzeczywiste instytucje czy wydarzenia odbiegają od typów idealnych. Są też często ich mieszanką. Wśród typów idealnych stworzonych przez Webera są m.in. typy panowania, biurokracji, postaw religijnych, wspólnot religijnych .
Metodologiczne stanowisko Webera określane jest jako metodologiczny indywidualizm. Zgodnie z nim obiekty kolektywne, jak naród, kultura, władza, religia, organizacja, mają być opisywane jako rezultat działań jednostek. W pierwszym rozdziale Gospodarki i społeczeństwa Weber wyraźnie wskazuje, że tylko jednostki są wyposażone w sprawczość . Zgodnie z tym, fenomeny społeczne mogą być rozumiane naukowo jedynie o tyle, o ile są opisywane jako rezultat działań, czyli wyposażonych w sensy zachowań jednostek. Metodologiczny indywidualizm był stanowiskiem które wyróżniało Webera spośród innych przedstawicieli szkoły historycznej w niemieckiej ekonomii politycznej .

### Makrosocjologia

#### Stratyfikacja społeczna
Weber jest autorem trójelementowej koncepcji stratyfikacji społecznej, najpełniej wyrażonej w eseju „Podział władzy we wspólnocie: klasy, stany, partie”. Odróżnił od siebie klasy społeczne, stany oraz partie. Koncepcja ta powstała w opozycji do prostszej koncepcji Karola Marksa, dla którego podstawowym czynnikiem rozwarstwienia społecznego było własność środków produkcji. Weber, poza kryterium własnościowym, uwzględnił również czynniki nieekonomiczne oraz podziały polityczne.
- Klasy społeczne – podział na nie opiera się na pozycji jednostek na rynku. Wiążą się z interesami ekonomicznymi i nie mają charakteru wspólnotowego.
- Stany – podział opiera się na czynnikach pozaekonomicznych, takich jak honor, prestiż, styl życia. Stany mają charakter wspólnotowy
- Partie polityczne (w ujęciu Webera) – podział opiera się na miejscu jednostki na scenie politycznej i w dostępie do władzy.

Te trzy elementy określają sytuację społeczną jednostek i determinują jej „szanse życiowe” (możliwości poprawienia swojej pozycji społecznej).

#### Racjonalizacja
Wielu badaczy określało racjonalizację i problem indywidualnej wolności w racjonalizujących się społeczeństwach jako centralny punkt pracy Webera . Wątek ten, sytuowany był w szerszym kontekście relacji między motywacjami psychologicznymi, wartościami kulturowymi i wierzeniami (przede wszystkim religią) oraz strukturą społeczeństwa (zwykle określaną przez ekonomię).
Jako racjonalizację Weber rozumiał po pierwsze indywidualną kalkulację zysków-kosztów, po drugie biurokratyczną organizację i w końcu, bardziej ogólnie, „odczarowanie świata”, czyli odejście od magicznego patrzenia na rzeczywistość. Swoje studia poświęcone owej problematyce, autor zapoczątkował w książce Etyka protestancka a duch kapitalizmu gdzie argumentował, że redefinicja relacji między pracą i pobożnością w religii protestanckiej w jej ascetycznych odmianach, w szczególności w kalwinizmie, przesunęła ludzkie dążenia w stronę racjonalnego osiągania zysków ekonomicznych. W protestantyzmie, oddanie Bogu wyrażane było poprzez świecką działalność jednostek. Stopniowo, racjonalne podstawy tej koncepcji stały się niezgodne ze stanowiskiem religijnym, przerosły je i w konsekwencji wyparły.
Autor kontynuował swoje badania na ten temat również w późniejszych pracach, przede wszystkim poświęconym biurokracji oraz klasyfikacji panowania na trzy typy: racjonalno-legalistycznego, tradycyjnego oraz charyzmatyczne, z których to właśnie panowanie racjonalno-legalistyczne, poprzez biurokrację, dominuje we współczesnym świecie . W pracach tych Weber opisał proces stopniowej racjonalizacji społeczeństwa . Racjonalizacja jest też zauważalna w gospodarce, w postaci rozwoju kalkulacji kapitalistycznej . Racjonalizacja była postrzegana przez autora jako jeden z głównych czynników odróżniających Europę Zachodnią od reszty świata . Zjawisko to było oparte na głębokich zmianach w polu etyki, religii, psychologii i kultury .
Racjonalizacja cechuje się wzrostem wiedzy, narastającą bezosobowością oraz zwiększoną kontrolą życia społecznego i materialnego . Weber miał ambiwalentny stosunek do tego procesu. Z jednej strony przyznawał, był on odpowiedzialny za wiele osiągnięć cywilizacyjnych, w szczególności uwolnił jednostki z tradycyjnych, restrykcyjnych i irracjonalnych reguł społecznych. Z drugiej jednak strony można mu zarzucić dehumanizację jednostki, sprowadzenie jej do roli „trybu w maszynie” oraz ograniczenie jej wolności, poprzez zamknięcie jej w „żelaznej klatce racjonalności” . Z racjonalizacją związany jest proces odczarowania świata. Świat staje się coraz bardziej wytłumaczalny i coraz mniej mistyczny. Następuje przejście od religii politeistycznych do monoteistycznych, a dalszej perspektywie do sekularyzacji .

### Państwo i polityka

#### Etyka polityki
Weber jest autorem licznych pism na temat polityki. Część z nich ma charakter badawczy i wchodzi w zakres socjologii polityki, część zaś to eseje, artykuły publicystyczne, będące częścią działalności Webera jako polityka i komentatora bieżącej polityki. Do jego najsłynniejszych tekstów na temat polityki należy esej Polityka jako zawód i powołanie (Politik als Beruf). Weber sformułował w nim definicję państwa jako organizację roszczącą sobie „prawo monopolu na wywieranie prawomocnej przemocy fizycznej” . Weber wypowiadał się również na temat etyki polityków, wskazując, że nie może to być etyka chrześcijańska, w formie wyrażonej np. w kazaniu na górze, zgodnie z którą cierpiąc krzywdy należy „nastawić drugi policzek”. W ten sposób postępują święci, nie zaś politycy. Sfera polityczna nie jest miejscem na takie postępowanie. Działający w niej politycy muszą pogodzić ze sobą dwa typy etyki: etykę przekonań i etykę odpowiedzialności.

#### Typy panowania
Weber rozróżnił trzy typy idealne prawomocnego panowania politycznego (czasami określane także jako trzy typy władzy) : panowanie charyzmatyczne, panowanie tradycyjne i panowanie legalne. Każdy historyczny rodzaj relacji między rządzącymi a rządzonymi może być analizowany jako zawierający w różnych proporcjach te trzy wymiary. Panowanie charyzmatycznego przywódcy (politycznego czy religijnego) ulega z czasem „rutynizacji” do form tradycyjnych lub legalnych. Zdaniem Webera można mówić o postępującym przekształceniom panowania od typów tradycyjnych i charyzmatycznych, w kierunku racjonalno-legalnego. Z tego powodu weberowska koncepcja władzy może być rozpatrywana jako część jego teorii ewolucji społecznej, powiązanej z koncepcją racjonalizacji.

#### Biurokracja
Weberowska koncepcja biurokracji jest istotnym wkładem w teorię organizacji. Koncepcja ta stała się źródłem jednego z modeli administracji publicznej (w szczególności służby cywilnej) stosowanego w krajach Europy kontynentalnej.
Weber zapoczątkował naukowe badanie biurokracji i za jego sprawą termin ten uległ upowszechnieniu. Jest ona traktowana jako najbardziej efektywna i racjonalna forma organizacji i jako taka, jest kluczowym elementem panowania racjonalno-legalnego i postępującej racjonalizacji zachodnich społeczeństw.
Weber wskazał na kilka warunków wstępnych poprzedzających pojawienie się biurokracji: rozrost przestrzeni i populacji podlegającej administrowaniu, wzrost złożoności zadań administracyjnych, oraz istnienie gospodarki pieniężnej. Z kolei rozwój technologii komunikacyjnych i transportowych pozwala na wzrost efektywności administracji. Demokratyzacja i racjonalizacja społeczeństw prowadzi z kolei do traktowania administrowanych podmiotów w sposób równy.
Według Webera, biurokracja (zarówno w sektorze publicznym, jak i prywatnym) opiera się na precyzyjnym podziale kompetencji hierarchicznie uporządkowanych urzędów, których pozycje są określone przez prawo i normy administracyjne. Odznacza się ona profesjonalizacją i podziałem pracy poszczególnych urzędników, wykonujących swe zadania w pewnym ciągu procedur. Weber wyróżnia również 9 cech charakterystycznych dla biurokracji:
- specjalizacja ról
- rekrutacja oparta na kryteriach merytorycznych
- ujednolicone zasady określające umiejscowienie, promocję i transfery jednostki w strukturze biurokratycznej
- uporządkowany system płac
- hierarchiczność i umiejscowienie odpowiedzialności
- podleganie formalnym procedurom w zakresie dyscypliny i kontroli
- nadrzędność abstrakcyjnych reguł w określaniu jej działania
- władza zdepersonalizowana (oddzielenie osoby od urzędu)
- neutralność polityczna.

Powyższe cechy stanowią typ idealny biurokracji, od którego mogą odbiegać konkretne, empiryczne przypadki biurokracji.
Dla Webera biurokracja była najbardziej efektywną formą organizacji, niezbędną w nowoczesnych państwach. Niemiecki socjolog zauważał również zagrożenia jakie może powodować wobec wolności jednostek. Rosnąca racjonalizacja życia powoduje zamknięcie jednostek w „żelaznej klatce” zbiurokratyzowanych środków racjonalnej kontroli.

### Socjologia religii
Dużą część dorobku Webera stanowi socjologia religii. Pierwszą z prac z tego zakresu była Etyka protestancka a duch kapitalizmu, po której następowały Religie Chin: konfucjanizm i taoizm, Religie Indii: socjologia hinduizmu i buddyzmu i Starożytny judaizm. Prace nad książkami poświęconymi chrześcijaństwu i islamowi zostały przerwane przez śmierć w 1920 roku. Trzema głównymi tematami tych prac był wpływ idei religijnych na gospodarkę, relacja pomiędzy stratyfikacją społeczną i ideami religijnymi oraz wyróżniające cechy cywilizacji zachodniej.
Dla Webera religia była jedną z kluczowych sił w społeczeństwie. Badacz starał się odkryć różnice w rozwoju kultur Zachodu i Wschodu, bez ich osądzania i wartościowania jak niektórzy ówcześni badacze hołdujący darwinizmowi społecznemu. Weber chciał przede wszystkim wyjaśnić cechy charakterystyczne cywilizacji zachodniej. Weber utrzymywał, że religia protestancka (a zwłaszcza Kalwinizm) miała istotny wpływ na innowacje społeczne i rozwój systemu gospodarczego na Zachodzie, ale zauważył, że nie były one jedynymi czynnikami tego rozwoju. Inne istotne czynniki wymienione przez Webera obejmowały dążenie do racjonalizacji naukowej, łączenie obserwacji z matematyką, racjonalną systematyzację i biurokrację administracji rządowej oraz przedsiębiorczości gospodarczej. Z czasem, Weber zaczął się koncentrować na jednej charakterystycznej stronie kultury Zachodu: zanikaniu wiary w magię, czyli „odczarowaniu świata”.
Weber zaproponował również społeczno-ewolucyjny model zmian religijnych, pokazując, że na ogół społeczeństwa przechodzą od magii, przez politeizm, panteizm, aż do etycznego monoteizmu. Według Webera, ta ewolucja nastąpiła w wyniku rosnącej stabilności gospodarczej, która pozwoliła na profesjonalizację kapłaństwa. Społeczeństwa stawały się coraz bardziej złożone i obejmowały różne grupy. Opracowano hierarchię bogów i władza w społeczeństwie stawała się coraz bardziej scentralizowana. Idea jednego, uniwersalnego boga stała się bardziej popularna i pożądana.

#### Etyka protestancka a duch kapitalizmu

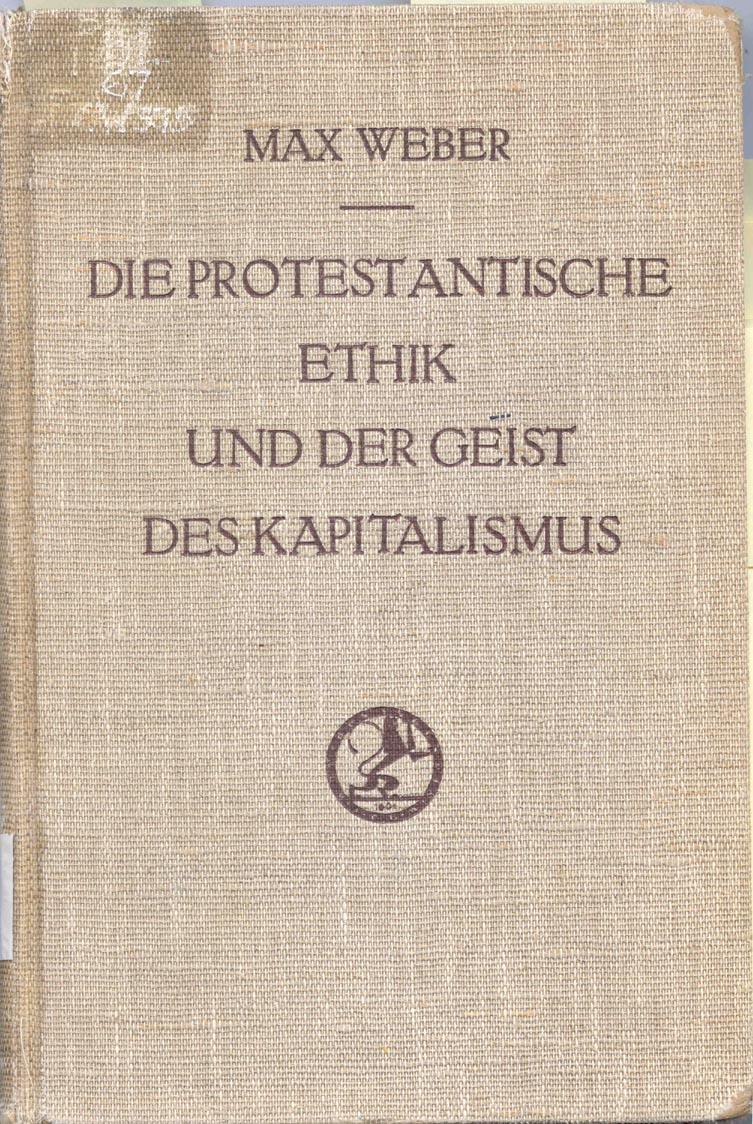
Die protestantische Ethik und der ‘Geist’ des Kapitalismus (okładka pierwszego wydania)

Esej Webera Etyka protestancka a duch kapitalizmu jest jego najsłynniejszym dziełem. Praca nie tyle jest monografią na temat protestantyzmu, lecz raczej wstępem do dalszych badań Webera nad relacjami między ideami religijnymi i zachowaniami ekonomicznymi w ramach racjonalizacji systemu ekonomicznego. W Etyce protestanckiej Weber wysunął tezę, że etyka kalwińska miała wpływ na rozwój kapitalizmu. Zauważył też, że po reformacji nastąpiło przesunięcie gospodarczego centrum Europy z krajów katolickich, takich jak Francja, Hiszpania, Włochy do krajów protestanckich, takich jak Holandia, Anglia, Szkocja i Niemcy. Weber zauważył również, że organizacje mające więcej protestantów były w bardziej rozwiniętej gospodarce kapitalistycznej, podobnie w społeczeństwach o różnych religiach, najbardziej udanymi liderami biznesu byli protestanci. Weber twierdził więc, że katolicyzm utrudnia rozwój gospodarki kapitalistycznej na Zachodzie, podobnie jak inne religie takie jak konfucjanizm i buddyzm w innych częściach świata.
Religiom chrześcijańskim historycznie towarzyszy odrzucenie spraw doczesnych, w tym dążenia do bogacenia się. Weber wskazał, że niektóre rodzaje protestantyzmu – zwłaszcza kalwinizm poparły racjonalne dążenia do osiągania zysku ekonomicznego i działań w świecie doczesnym, widząc je jako obdarzone moralnym i duchowym znaczeniem. Weber twierdził, że istnieje wiele argumentów za szukaniem początków nowoczesnego kapitalizmu w religijnych ideach reformacji. W szczególności etyka protestancka (lub dokładniej kalwinizm), poprzez powiązanie sukcesu życiowego z ideą predestynacji motywowała wierzących, żeby ciężko pracować, a jednocześnie ascetyczna etyka nakazywała zyski reinwestować w dalszy rozwój, a nie wydawać je na przyjemności. Protestancka ideologia religijna stała więc zdaniem Webera za rozwojem systemu kapitalistycznego. Teza ta jest często postrzegana jako odwrócenie tezy Marksa, zgodnie z którą ekonomiczna baza społeczeństwa określa jego pozaekonomiczne (np. religijne) aspekty. Etyka protestancka została następnie potraktowana przez innych badaczy jako jedynie jeden z przykładów szerszego pojęcia, etyki pracy. Pojęcie to, wywodzone z eseju Webera, jest obecnie powszechnie stosowane w odniesieniu do różnych grup, również niezależnie od religii.
Weber porzucił swoje badania nad protestantyzmem, ponieważ uznał, że jego kolega teolog Ernst Troeltsch w swojej Die Soziallehren der christlichen Kirchen und Gruppen (1912) osiągnął to, co zamierzał autor Etyki protestanckiej – dał podwaliny dla analizy porównawczej religii i społeczeństwa.

#### Taoizm i konfucjanizm
Etyka gospodarcza religii światowych: taoizm i konfucjanizm była drugą z ważnych prac Webera na temat socjologii religii. Weber skupił się na tych aspektach chińskiego społeczeństwa, które odróżniały je od społeczeństw zachodnioeuropejskich, zwłaszcza kontrastujących z wierzeniami purytańskimi. Głównym pytaniem, które stawia sobie Weber to dlaczego kapitalizm nie rozwinął się w Chinach. Autor skupił się na badaniu rozwoju chińskich miast, chińskim patrymonializmie i biurokracji, religii i filozofii (przede wszystkim konfucjanizmie i taoizmie), szczególnie w rejonach, których rozwój najbardziej różnił się od rozwoju społeczeństw europejskich.
Zdaniem Webera, konfucjanizm i purytanizm są wzajemnie wykluczającymi się typami myśli racjonalnej. Każde z nich, w odmienny sposób, próbuje oprzeć życie na religijnych dogmatach. Oba cenią samokontrolę i powściągliwość oraz nie sprzeciwiają się gromadzeniu dóbr materialnych, Chociaż dla obu było to jedynie środkiem do osiągnięcia ostatecznego celu, to oba nurty widzą ten problem odmiennie. Konfucjanizm tworzył ideał jednostki o wysokim statusie kulturalnym, natomiast purytanizm −  jednostki będące „narzędziami Boga”. Intensywność wiary i entuzjazm były wśród konfucjanistów czymś rzadkim, za to zwyczajnym wśród purytan. Aktywna praca dla zdobycia bogactwa była niestosowna dla prawdziwego konfucjanisty. Weber stwierdza zatem, że to różnica w społecznych postawach i mentalności, kształtowana przez poszczególne dominujące religie przyczyniła się do rozwoju kapitalizmu na Zachodzie i jego braku w ówczesnych Chinach.

#### Hinduizm i buddyzm
Etyka gospodarcza religii światowych: hinduizm i buddyzm była trzecią ważną pracą Webera z zakresu socjologii religii. Zajmował się w niej strukturą społeczeństwa indyjskiego i ich związkom z hinduizmem i buddyzmem, religijnością ludową, a także ze świecką etyką w Indiach. Zdaniem Webera indyjski hinduizm, podobnie jak konfucjanizm w Chinach, stanowił barierę dla rozwoju kapitalizmu. Indyjski system kastowy powodował, że jednostkom bardzo trudno było wyjść poza ograniczenia własnej kasty. Wszelka działalność (w tym ekonomiczna) była też postrzegana jako nieistotna z punktu widzenia rozwoju duchowości jednostki. Życie ludzkie postrzegane oceniane było w kategoriach pozaświatowych i mistycznych. Świat społeczny podzielony był pomiędzy edukowane elity, podążające za wskazaniami przywódców duchowych, oraz nieedukowanymi masami, których wierzenia miały charakter magiczny. W konsekwencji, w społeczeństwach azjatyckich nie było uniwersalnego objawienia, adresowanego zarówno do mas, jak i elit, tak jak to było w religiach monoteistycznych. Weber przeciwstawił sobie „mesjanistyczne proroctwa” z Bliskiego Wschodu, proroctwom obszaru Indii i Chin, adresowanym do elit i nastawionych na oświecenie umieszczane poza światem materialnym i nie uzyskiwanym przez pracę w świecie.

#### Starożytny judaizm
Kolejna praca Webera, Etyka gospodarcza religii światowych: starożytny judaizm, miała być testem hipotezy, zgodnie z którą to różnice w wierzeniach religijnych spowodowały rozwój kapitalizmu na Zachodzie i Wschodzie. Weber stara się wskazać jakie czynniki wpłynęły na rozwój różnych form religijności w tych rejonach. Przeciwstawiał „wewnątrzświatowy ascetyzm” zachodniego chrześcijaństwa mistycyzmowi Indii. Weber zauważył, że niektóre odłamy chrześcijaństwa dążyły do podporządkowania i podbijania świata, a nie na wycofaniu się z niego. Ta fundamentalna cecha chrześcijaństwa (w porównaniu z religiami Dalekiego Wschodu) wywodzi się pierwotnie ze starożytnego judaizmu.
Weber twierdził, że z judaizmu źródła swoje biorą nie tylko chrześcijaństwo i islam, ale również instytucja państwa na Zachodzie. Judaizm miał tu być równie ważny co wpływy helleńskie czy rzymskie. Śmierć Webera w 1920 roku uniemożliwiła mu planowaną analizę Psalmów, Księgi Hioba, Talmudu żydowskiego, wczesnego chrześcijaństwa oraz islamu.

### Ekonomia
Weber uważał się za ekonomistę politycznego i wszystkie jego zawodowe stanowiska były związane z ekonomią polityczną. Później jednak jego dorobek jako ekonomisty został przyćmiony przez dorobek socjologiczny. W zakresie ekonomii, Weber zaliczał się do „młodszej” historycznej szkoły w ekonomii. Pomiędzy tą szkołą, a ekonomią neoklasyczną (z której wywodzi się współczesny główny nurt nauk ekonomicznych), istnieją zasadnicze różnice, co jest kolejnym powodem, dla którego dorobek ekonomiczny Webera nie jest szeroko znany. Najbardziej znane ekonomiczne prace Webera dotyczą historii gospodarczej, w szczególności warunków rozwoju kapitalizmu oraz relacji religii i kapitalizmu.
W ekonomii politycznej Weber prezentował stanowisko szkoły historycznej, chociaż różnił się w pewnych aspektach metodologii. Opierał ekonomię, jak inne nauki społeczne, na pojęciu rozumienia. W przeciwieństwie do innych historycystów cechował się również metodologicznym indywidualizmem .
W przeciwieństwie do innych historycystów, Weber akceptował marginalistyczną teorią wartości  . W 1908 opublikował artykuł, w którym oddzielał ekonomię i psychologię. Zajmując się ekonomiczną teorią wartości, starał się podać czysto ekonomiczne, a nie psychologiczne, wyjaśnienia użyteczności krańcowej. Artykuł Webera był później uznawany przez Lionela Robbinsa i Georga Stiglera jako ostateczne odrzucenie psychofizycznych wyjaśnień w ekonomicznych teoriach wartości.
Weber, podobnie jak Werner Sombart, uznawał kalkulację ekonomiczną w szczególności podwójną księgowość za najważniejszą formę racjonalizacji związanej z rozwojem kapitalizmu. Stało się to źródłem weberowskiej krytyki socjalizmu. Socjolog wskazywał, że system ten nie pozwala na efektywną alokację zasobów i tym samym na zaspokojenie potrzeb ludzkich. Intelektualiści o poglądach socjalistycznych, np. Otto Neurath, wskazywali, że w gospodarce socjalistycznej, centralni planiści nie będą mogli odwoływać się do ceny i kalkulacji monetarnej, lecz na kalkulacji „w jednostkach naturalnych” . Zdaniem Webera ten rodzaj koordynacji rynku będzie nieefektywny, przede wszystkim dlatego, że nie jest ona w stanie rozwiązać problemu imputacji (określenia relatywnej wartości dóbr) .
W czasie pobytu na Uniwersytecie Wiedeńskim (wiosną 1918) Weber zaprzyjaźnił się z Ludwigiem von Misesem i poprzez niego wywarł istotny wpływ na rozwój szkoły austriackiej w ekonomii. W szczególności tezy Webera i Misesa na temat kalkulacji ekonomicznej zostały wykorzystane przez Friedricha Hayeka w jego wolnorynkowej krytyce socjalizmu, a także w koncepcji wiedzy rozproszonej i powstawania spontanicznego porządku.

### Socjologia prasy
W 1910 roku Weber dostrzegł potencjał badawczy w dziedzinie rozwijających się mediów. Napisał tekst, w którym wskazał możliwość przyjrzenia się problemom jakie pojawiły się wraz z rozkwitem mediów. Nie zgadzał się z powszechnie panującymi teoriami, które głosiły, iż czytanie gazet wpływa bezpośrednio na czytelnika i zmienia jego sposób myślenia. W tekście określił zasady analizy treści – te zaś stały się narzędziem do niezwykle szczegółowego badania zawartości gazet – a także wyznaczył kierunki rozwoju socjologii prasy. Na zaledwie siedmiu stronach Weberowi udało się stworzyć całościowy model badawczy na temat mediów. Uważał też, że gazety przedstawiają treści, których oczekują czytelnicy i to oni kształtują gazety, a nie, jakby mogło się wydawać, gazety kształtują czytelników. Jest także autorem pojęcia ‘masowa modyfikacja’, poprzez które wyraża pogląd, iż kontakt czytelnika z wieloma punktami widzenia, który zapewnia prasa, sprawi, że będzie on zupełnie inaczej, niż dotychczas, patrzył na świat. Weber wskazuje również na kontekstowość odbioru mediów, zależna od kultury danego kraju. Według Webera różne społeczeństwa mają różne oczekiwania odnośnie do treści mediów.

## Wpływ i kontynuacje
Za swojego życia, Weber był postrzegany przede wszystkim jako historyk i ekonomista. Z czasem okazało się, że największy wpływ wywarł na rozwój socjologii gospodarczej, socjologii politycznej i socjologii religii. Wraz z Karolem Marksem i Émile’em Durkheimem jest powszechnie uznawany za ojca współczesnej socjologii  . W przeciwieństwie do Durkheima, który za Auguste’em Comte’em rozwijał nurt pozytywistyczny w socjologii, Weber był czołową postacią dla kształtującej się tradycji antypozytywistycznej w naukach społecznych (socjologii rozumiejącej, antynaturalizmu). Wraz z innymi niemieckimi badaczami, Wernerem Sombartem, Georgiem Simmelem, Wilhelmem Diltheyem, podkreślali różnice w metodologiach nauk przyrodniczych i ścisłych, a naukami społecznymi.
Weber ujmował socjologię jako naukę zajmującym się działaniami społecznymi.
Wiele ze znanych dziś prac Webera, zostało zredagowanych i wydanych pośmiertnie. Jego prace doczekały się wielu komentarzy i interpretacji. Bardzo wpływowa była interpretacja dzieła Webera dokonana przez Talcotta Parsonsa, który przyswoił prace niemieckiego socjologa nauce anglojęzycznej, wpisał go w kanon dyscypliny i zinterpretował go w duchu funkcjonalistycznym. Interpretacja ta była w późniejszym okresie krytykowana.
Pod wpływem Webera pozostawało wielu teoretyków społecznych, m.in. Theodor Adorno, Max Horkheimer, György Lukács i Jürgen Habermas . Poszczególne elementy jego dorobku wpłynęły na Carla Schmitta, Josepha Schumpetera, Ludwiga Lachmanna, Leo Straussa, Hansa Morgenthau czy Raymonda Arona .
Tezy Webera były również wielokrotnie krytykowane, zarówno na poziomie faktograficznym, jak i teoretycznym. Pomimo tego jednak, że Weber pisał na początku XX wieku, jego idee są przez wielu uważane za ciągle istotne dla zrozumienia polityki, biurokracji, stratyfikacji społecznej.